# 多突舌蛭
多突舌蛭（学名：Glossiphonia multipapillata）为舌蛭科舌蛭属的动物。在中国大陆，分布于黑龙江、云南等地，营寄生生活，吸附在鲤、鲫鱼的鳃盖上以及营暂时寄生。该物种的模式产地在黑龙江满州里。